# Sindrom suhog oka
Sindrom suhog oka ili kseroftalmija je stanje nedovoljnog lučenja suza. Suze su neophodne za podmazivanje,  prehranu, održavanje zdravlja i optičke funkcije prednje površine oka, te jasan vid. Osim toga, smanjuju mogućnost infekcije, ispiru strana tijela iz oka i zadržavaju površinu očiju glatkom i čistom. Svakim treptajem kapka suze prekriju prednju površinu oka, to jest spojnicu i rožnicu. 
Višak suza u oku otječe u male drenažne cijevi u unutarnjem očnom kutu, otkud se sprovode u nosnu šupljinu.
U ljudi sa sindromom suhog oka ne stvara se dovoljno suza ili suze imaju lošu kvalitetu. Sindrom suhog oka je uobičajen i često kronični problem, posebno kod starijih ljudi.

## Znakovi i simptomi
Ljudi sa sindromom suhog oka mogu osjetiti uporne simptome iritacije, grebanja ili pečenja očiju, osjećaj stranog tijela u očima, te zamućen vid. Uznapredovali sindrom suhog oka može oštetiti prednju površinu oka i ozbiljno zamutiti vid. 

## Patogeneza

### Neadekvatna količina suza
Suze su produkt nekoliko žlijezda unutar i oko vjeđa. Produkcija suza ima tendenciju smanjivanja s godinama, s raznim medicinskim stanjima ili kao nuspojava kod određenih lijekova. Vanjski uvjeti kao što su vjetar ili suha klima mogu utjecati na količinu suza povećavajući njihovo isparavanje. Kada je normalna produkcija suza smanjena ili kada suze prebrzo isparavaju iz očiju mogu se razviti simptomi suhog oka.

### Loša kvaliteta suza
Suze se sastoje od tri sloja: ulja, vode i mukoze. Svaka komponenta služi funkciji zaštite i njezi prednje površine oka. Glatki uljni sloj sprječava isušivanje vodenog sloja, dok funkcija mukoznog sloja je da jednoliko rasprši suze preko površine oka. Ako suze isparavaju prebrzo ili nisu raspršene jednoliko preko rožnice zbog manjka bilo kojeg od ova tri sloja, simptomi suhog oka mogu se razviti. Najčešća forma suhih očiju je nedovoljna količina vodenog sloja suza.  

## Uzroci
Razvoj sindroma suhog oka može imati mnoge uzroke. Oni uključuju:

### Godine
Suho oko je dio prirodnog procesa starenja. Većina ljudi starijih od 65 godina iskusili su neke simptome suhog oka.

### Spol
Za žene je mnogo vjerojatnije da će razviti sindrom suhog oka zbog hormonalnih promjena uzrokovanih trudnoćom, upotrebom oralnih kontraceptiva i menopauze.

### Lijekovi
Određeni lijekovi, uključujući antihistaminike, dekongestive, antihipertenzive i antidepresive mogu smanjiti količinu suza.

### Medicinska stanja
Osobe s reumatoidnim artritisom, dijabetesom i problemima štitnjače mnogo će vjerojatnije imati simptome suhog oka. Također, problem s upalom vjeđa (blefaritis), upala površine oka, entropij ili ektropij mogu potaknuti razvoj sindroma suhog oka.
Ako se suho oko javi skupa sa kserostomijom, treba posumnjati na Sjögrenov sindrom.

### Okolišni činioci
Izloženost dimu, vjetru i suhim klimatskim uvjetima može povećati isparavanje suza rezultirajući simptomima suhog oka. Neredovito treptanje, kao kod dugog zurenja u kompjuterski ekran može također doprinijeti isušivanju očiju. 

### Ostali činioci
Dugotrajno nošenje kontaktnih leća mogu potaknuti razvoj suhog oka. Refraktivne operacije kao što je LASIK mogu uzrokovati smanjenu produkciju suza i suhe oči.

## Dijagnoza
Sindrom suhog oka može biti dijagnosticiran detaljnim pregledom. Testiranje sa specijalnim naglaskom na procjenu kvantitete i kvalitete proizvedenih suza, mogu uključivati: 
- Povijest bolesti određuje svaki simptom koje pacijent doživljava te prisutnost bilo kakvih zdravstvenih problema, uzetih lijekova ili okolišnih faktora koji mogu pridonijeti razvoju suhog oka.
- Vanjski pregled oka, uključujući strukturu vjeđa i dinamiku treptanja.
- Procjena vjeđa i rožnice koristeći blještavo svjetlo i lupu.
- Mjerenje kvantitete i kvalitete suza na bilo kakvu nepravilnost. Specijalne boje mogu biti ukapane u oči za bolje praćenje tijeka suza te naglasiti svaku promjenu vanjske površine oka uzrokovane nedostatkom suza.

## Liječenje
Liječenje sindroma suhog oka ima za cilj vratiti ili zadržati normalnu količinu suza u oku, umanjiti suhoću i povezanu neugodu, te održati zdravlje oka.
Jedan od primarnih pristupa kod umjerenih slučajeva sindroma suhog oka je primjena umjetnih suza. Ostali načini liječenja odnose se na očuvanje suza, povećavanje produkcije suza i liječenje upale vjeđa ili površine oka.

### Dodavanje suza
Umjereni oblici sindroma suhog oka mogu se obuzdati dodavanjem umjetnih suza. Mogu biti korištene često koliko je potrebno da zamijene prirodnu proizvodnju suza. Preporučuju se umjetne suze bez konzervansa zato što sadržavaju manje aditiva koji mogu dalje iritirati oči. Međutim, neke osobe imaju stalno suhe oči koje ne odgovaraju samo na umjetne suze. Dodatni koraci su nužni za liječenje njihovih suhih očiju.  

### Zadržavanje suza
Dodatni pristup za ublažavanje simptoma suhog oka je zadržavanje prirodnih suza što je dulje moguće. To se može postići blokadom odvodnih kanalića kojima suze normalno otiću. Suzni kanalići se mogu blokirati s tankim silikonskim gelom koji se može ukloniti, ako je potrebno. Kirurška metoda koja trajno zatvara suzne kanaliće može također biti korištena. U svakom slučaju cilj je držati dostupne suze u oku što duže da bi se smanjili problemi povezani sa suhim očima.

### Povećavanje produkcije suza
Ispituje se učinak omega-3 masnih kiselina lokalno primijenjenih na oko, te kao dodaci prehrani, i rezultati su obećavajući.

### Liječenje stanja koja pridonose upali vjeđa ili površine oka
Kapi ili masti za oči, tople obloge i masaža vjeđa mogu biti preporučeni da pomognu smanjiti upalu oko površine očiju.

### Samopomoć
- Prisjećanje na redovito treptanje kod čitanja ili duljeg gledanja u kompjuterski zaslon.
- Povećavajući vlažnost zraka na poslu i kod kuće.
- Nošenje sunčanih naočala, posebno onih sa zaštitom sa strane, radi smanjenja isušivanja vjetrom i suncem.
- Izbjegavanje dehidracije pijući dovoljno vode dnevno.

|  | Molimo pročitajte upozorenje o korištenju medicinskih informacija. Ne provodite liječenje bez savjetovanja s liječnikom! |